# 朱申鈘
蜀懷王朱申鈘（1448年—1471年），明朝第六代蜀王，定王朱友垓嫡第一子。未及被立為蜀世子，其父已去世。
他在天順八年（1464年）襲封蜀王。他在位八年。成化七年（1471年）朱申鈘去世，兒子早夭，一年後的成化八年（1472年）其三弟通江王朱申鑿嗣位。
| 前任者： 父定王朱友垓 | 明蜀國國王 1464年－1471年 | 繼任： 弟惠王朱申鑿 |